# Libellula
Genre
Libellula est le genre le plus connu dans la famille des Libellulidae appartenant à l'ordre des odonates. Les genres Ladona et Plathemis étaient autrefois inclus dans ce genre.

## Liste des espèces
- Libellula angelina Selys, 1883
- Libellula auripennis Burmeister, 1839
- Libellula axilena Westwood, 1837
- Libellula comanche Calvert, 1907
- Libellula composita (Hagen, 1873)
- Libellula croceipennis Selys, 1869
- Libellula cyanea Fabricius, 1775
- Libellula depressa Linnaeus, 1758
- Libellula flavida Rambur, 1842
- Libellula foliata (Kirby, 1889)
- Libellula forensis Hagen, 1861
- Libellula fulva Müller, 1764
- Libellula gaigei Gloyd, 1938
- Libellula herculea Karsch, 1889
- Libellula incesta Hagen, 1861
- Libellula jesseana Williamson, 1922
- Libellula luctuosa Burmeister, 1839
- Libellula mariae Garrison, 1992
- Libellula melli Schmidt, 1948
- Libellula melobasis†
- Libellula needhami Westfall, 1943
- Libellula nodisticta Hagen, 1861
- Libellula pontica Selys, 1887
- Libellula pulchella Drury, 1773
- Libellula quadrimaculata Linnaeus, 1758
- Libellula saturata Uhler, 1857
- Libellula semifasciata Burmeister, 1839
- Libellula vibrans Fabricius, 1793

## Galerie

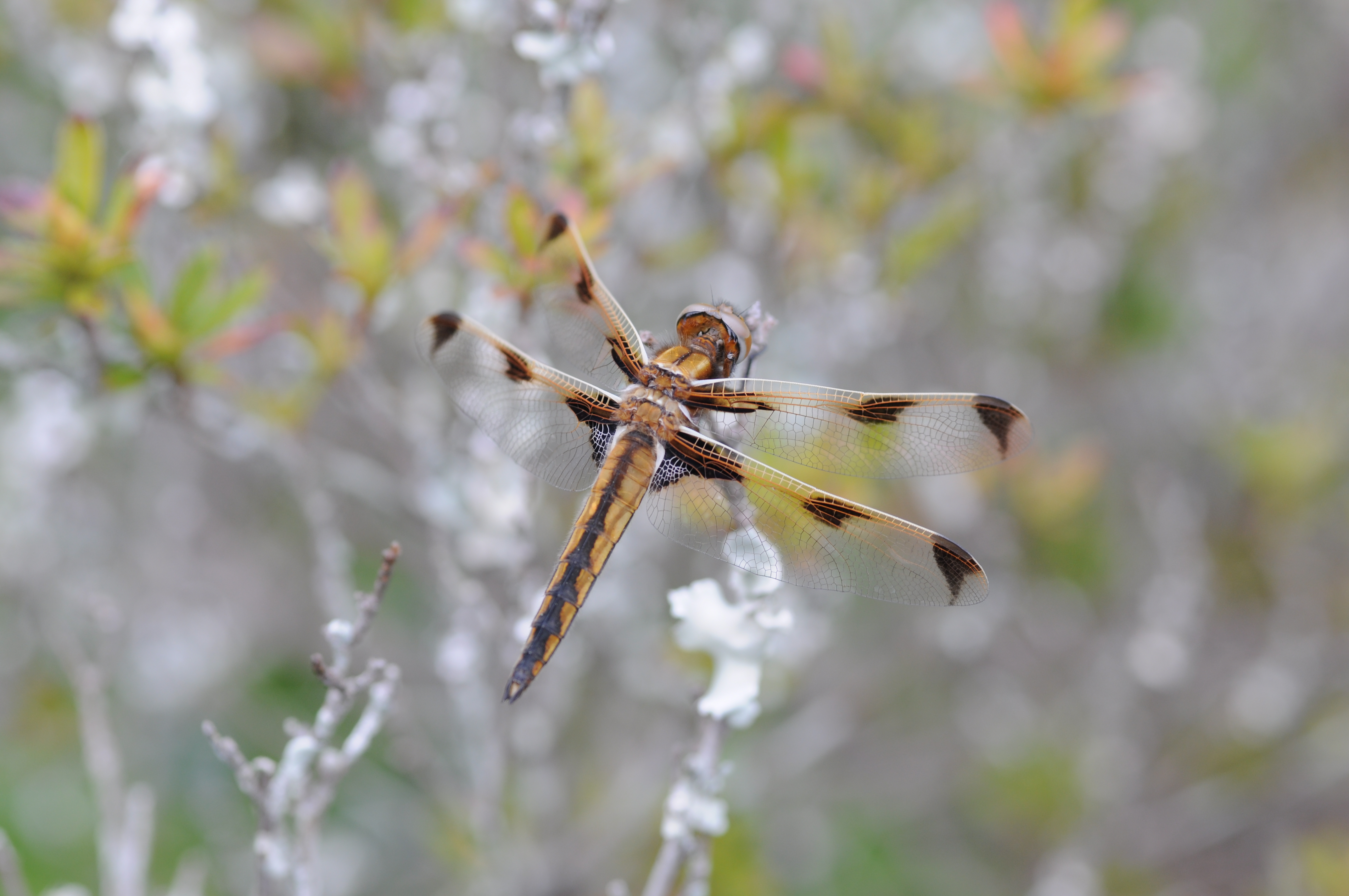
Libellula angelina
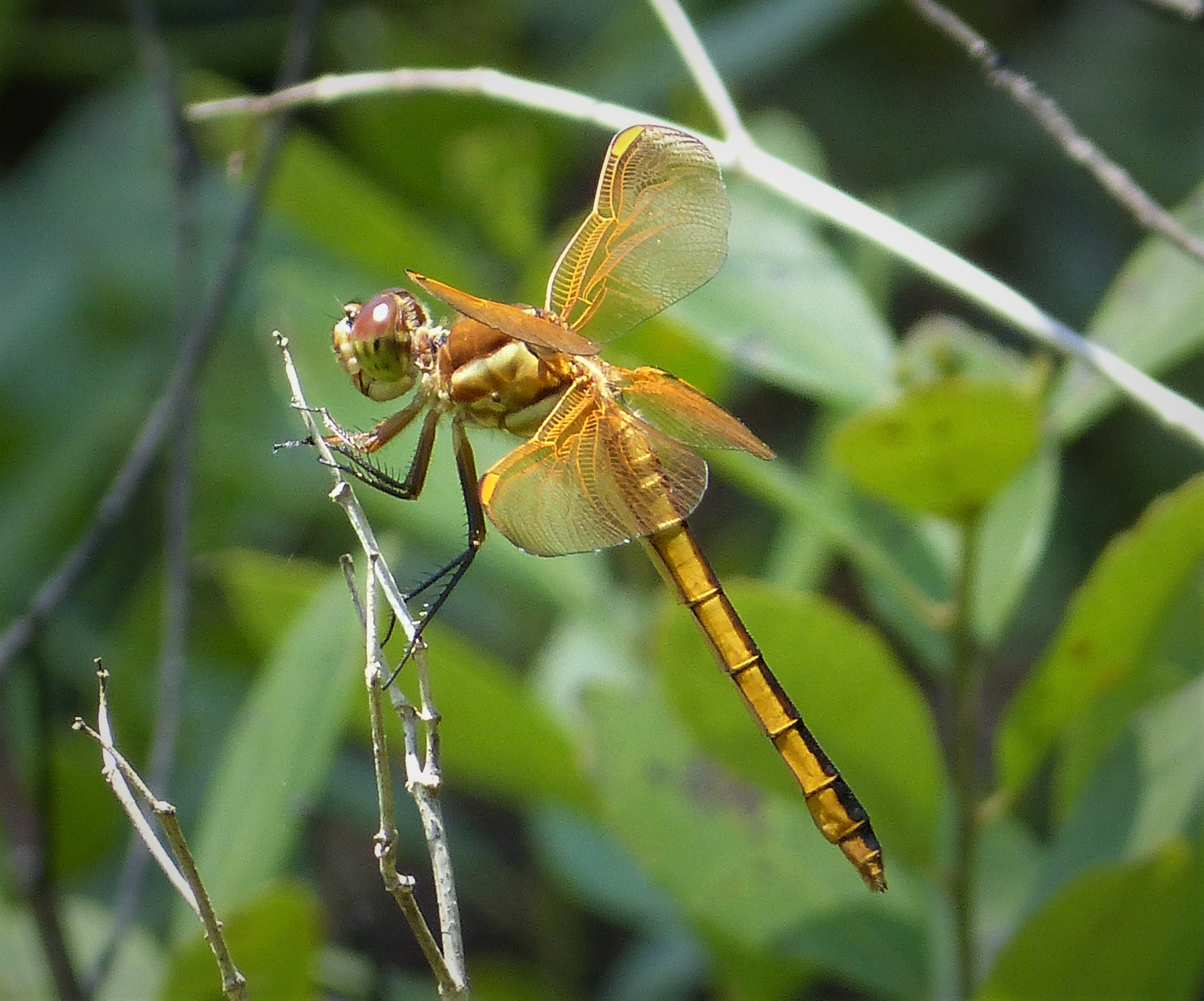
Libellula auripennis
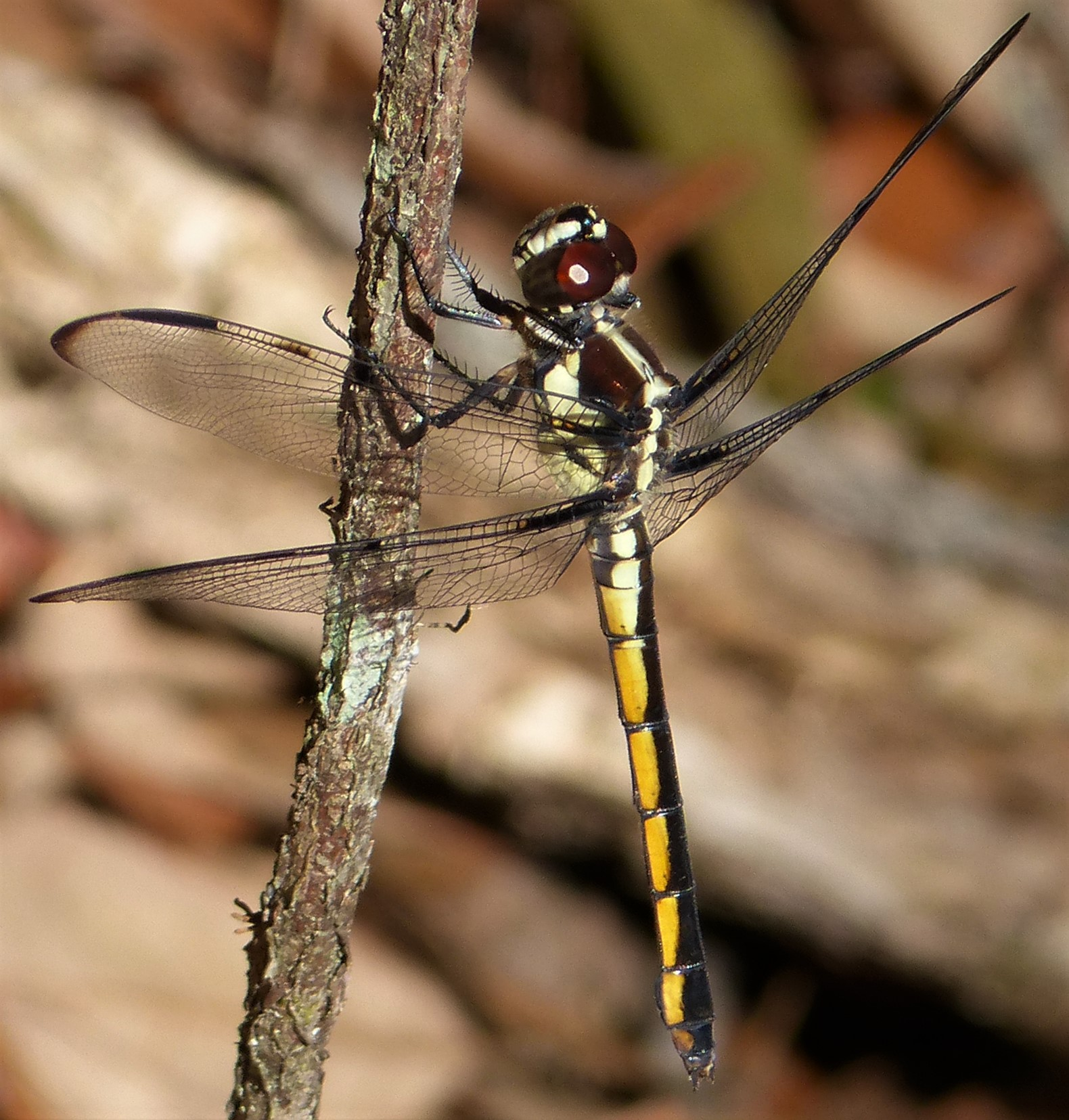
Libellula axilena
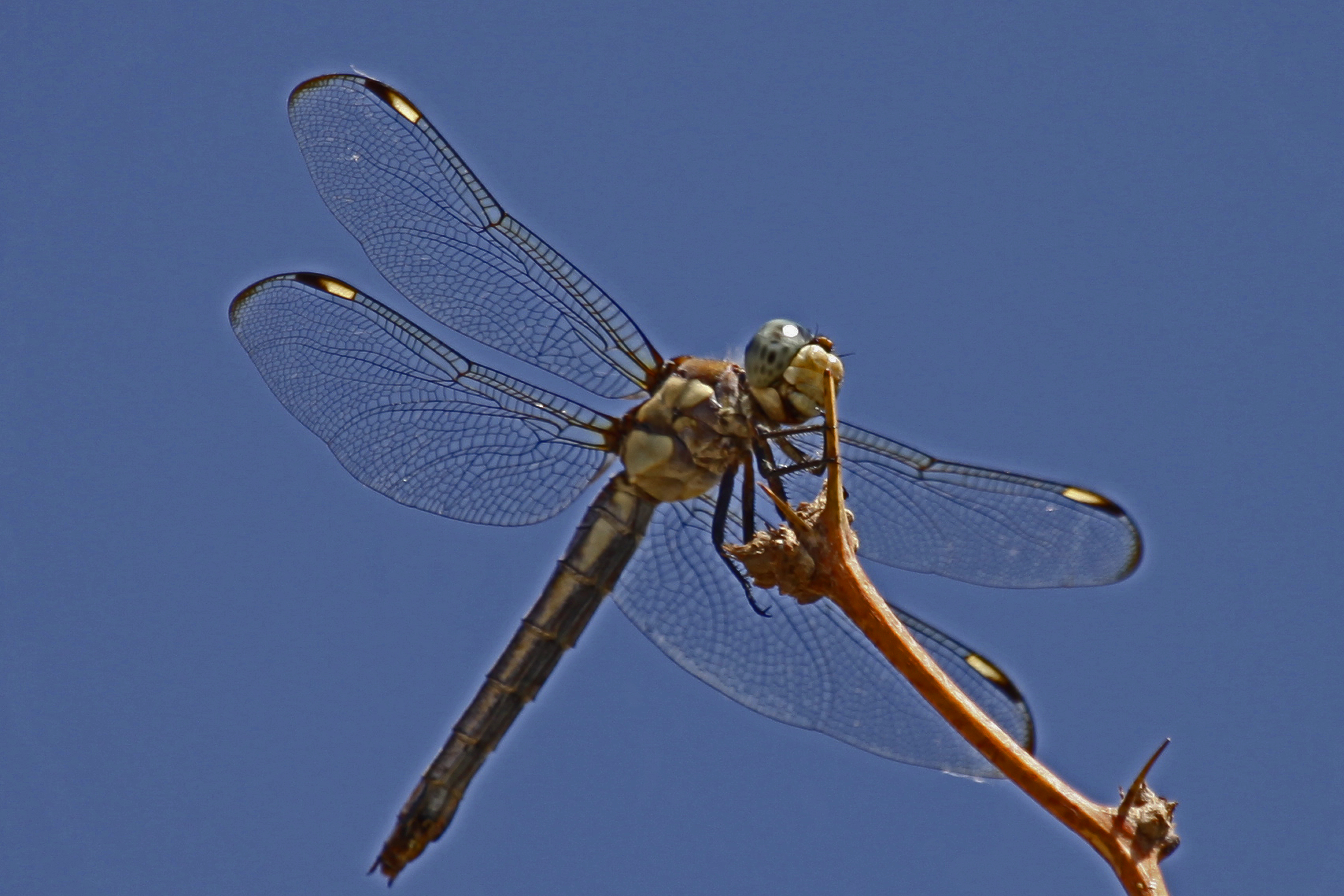
Libellula comanche
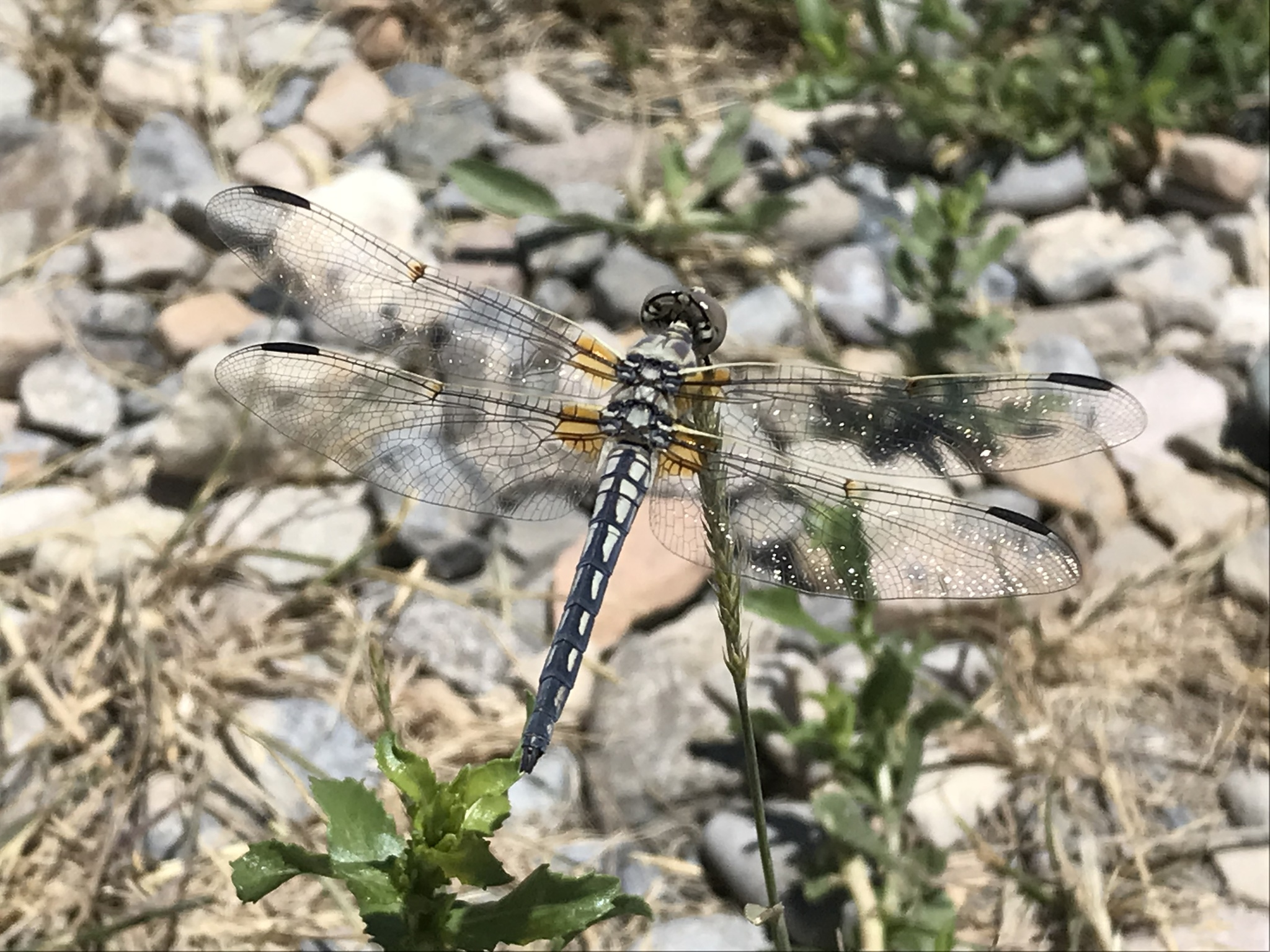
Libellula composita
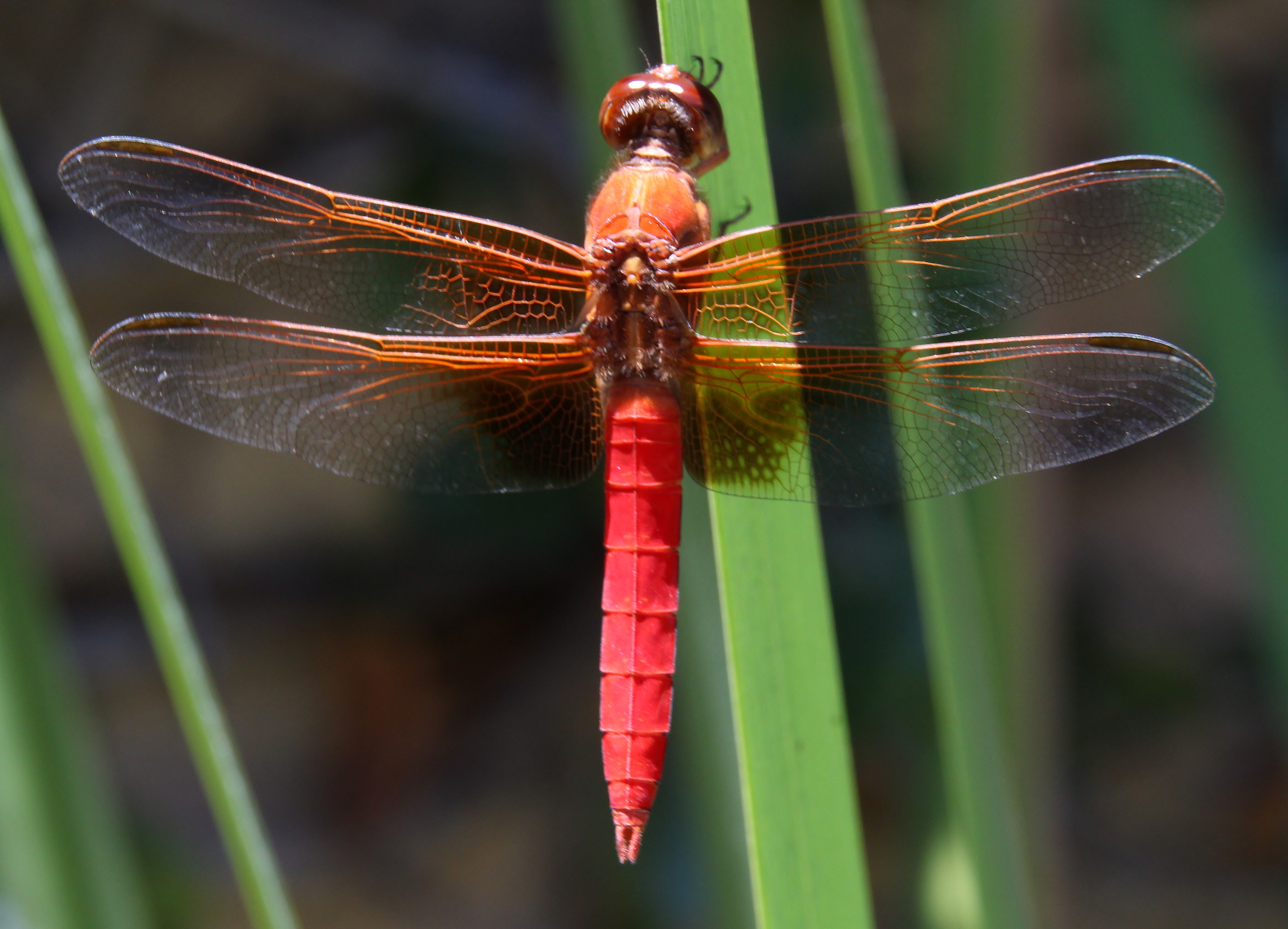
Libellula croceipennis
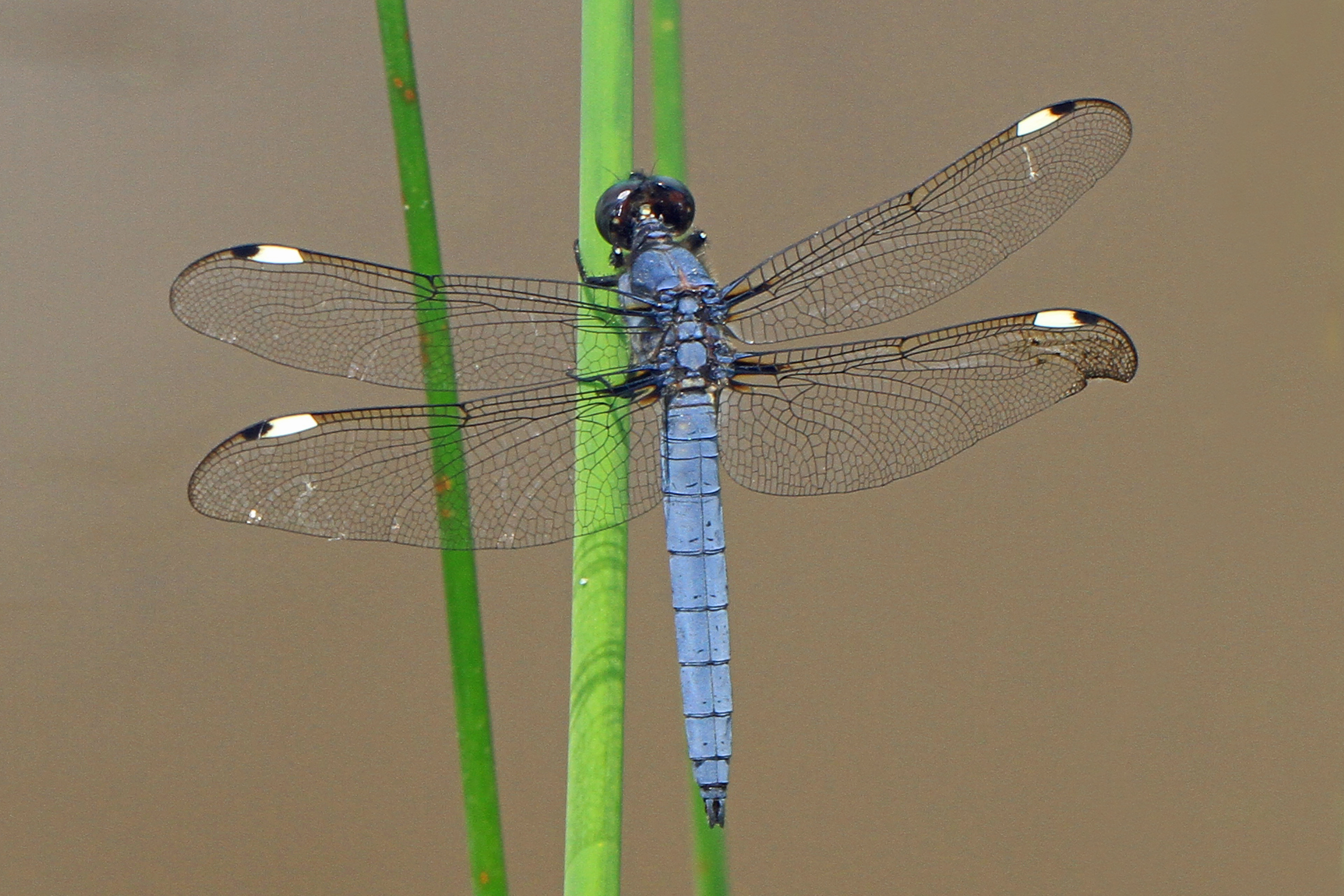
Libellula cyanea
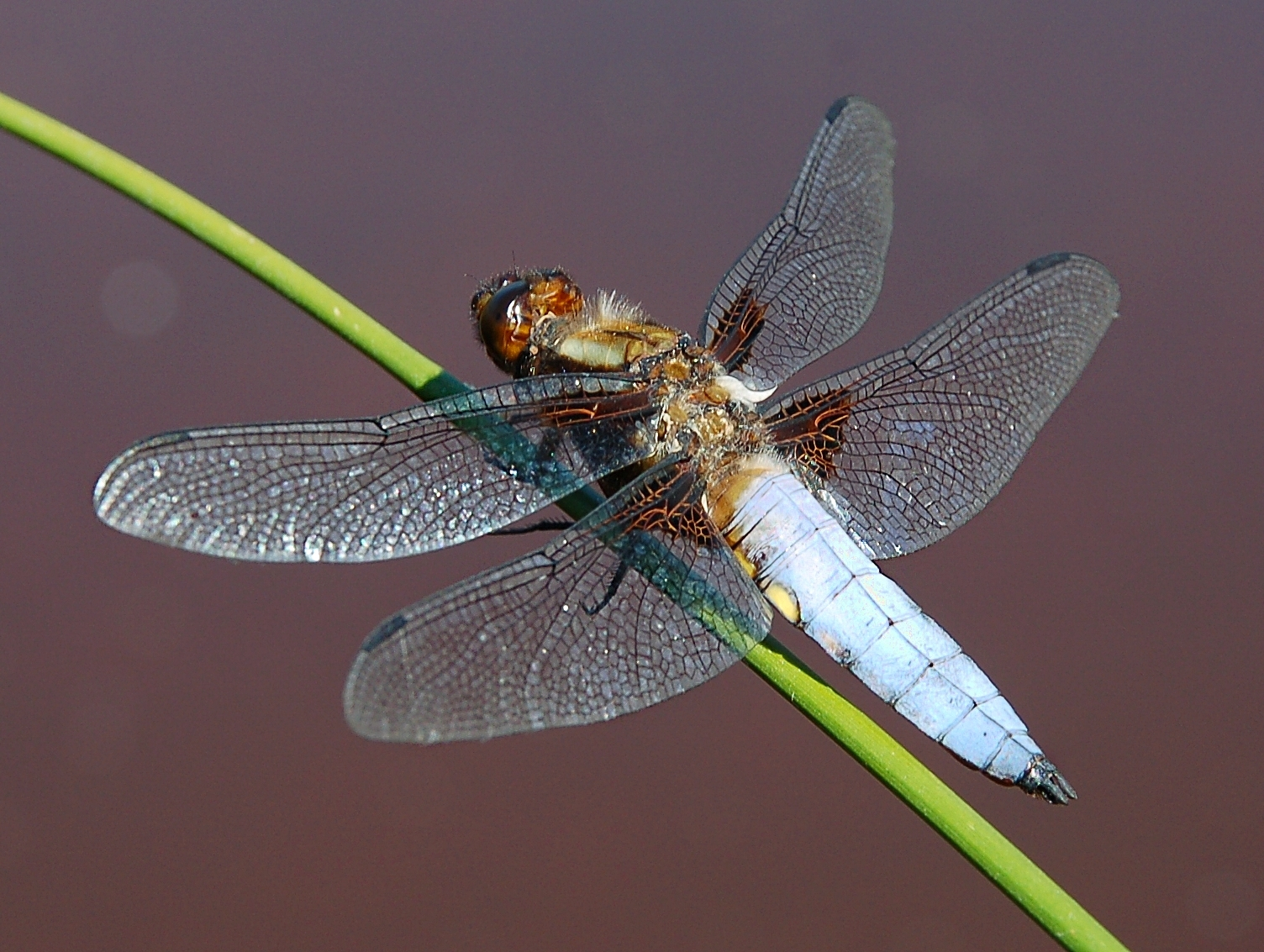
Libellula depressa
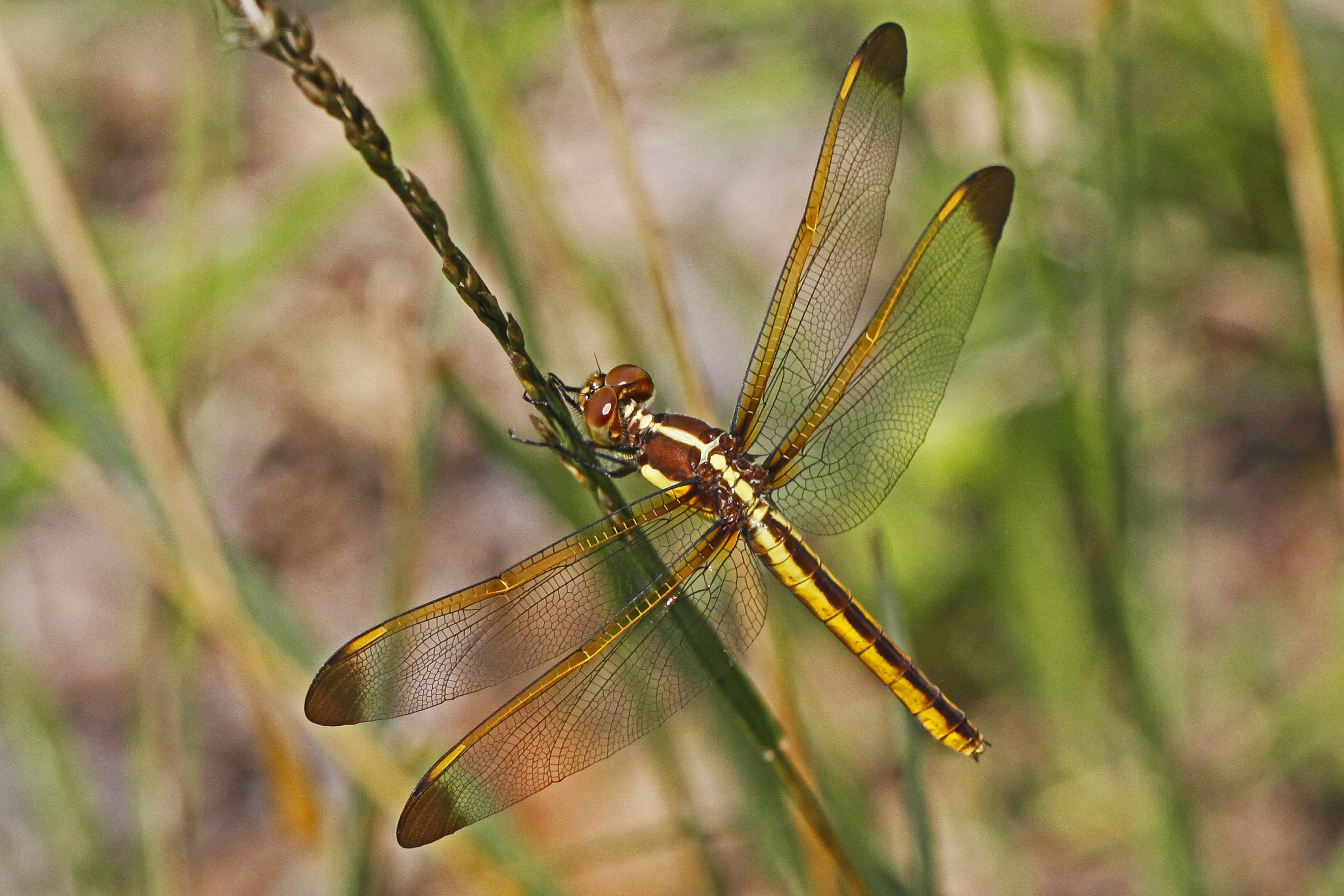
Libellula flavida
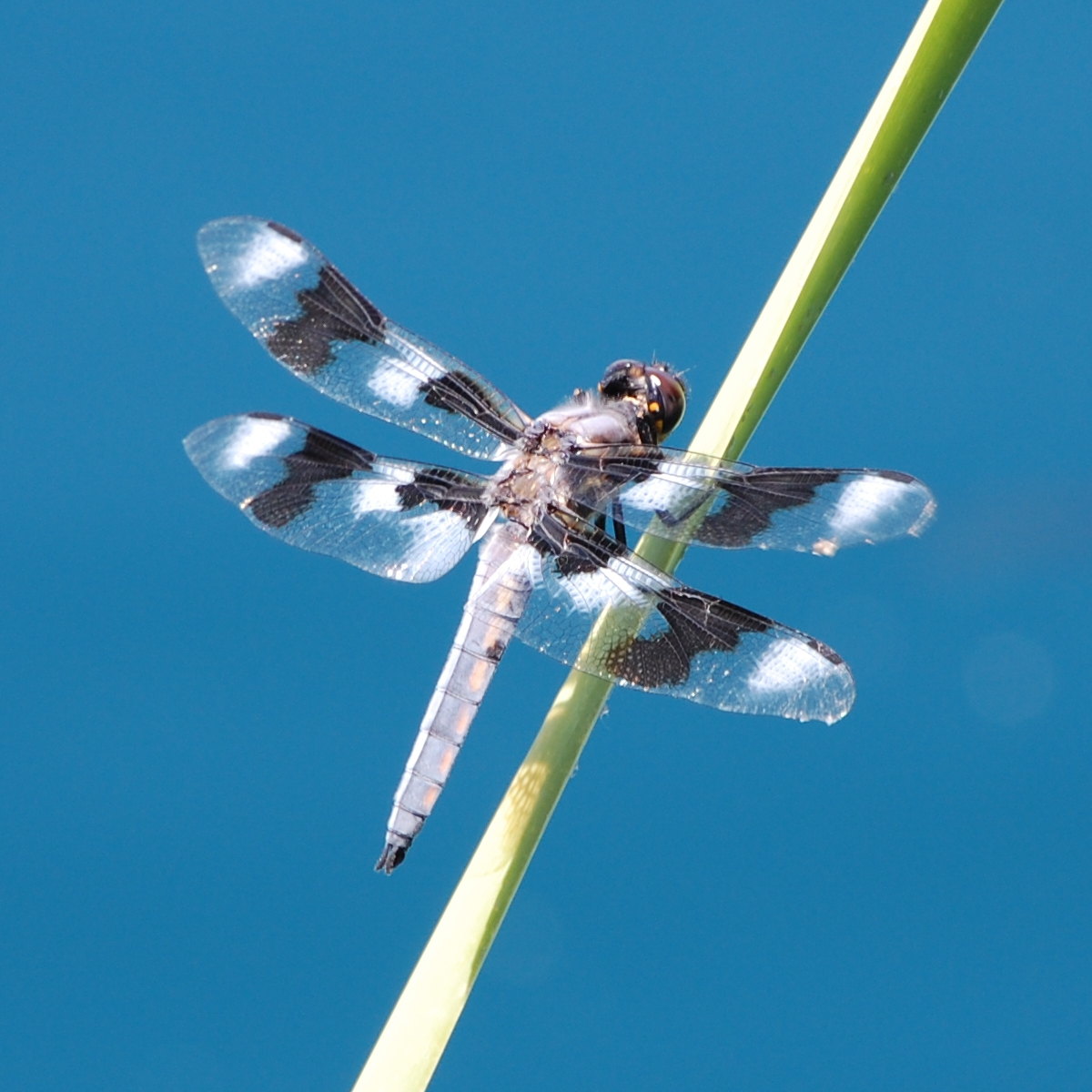
Libellula forensis
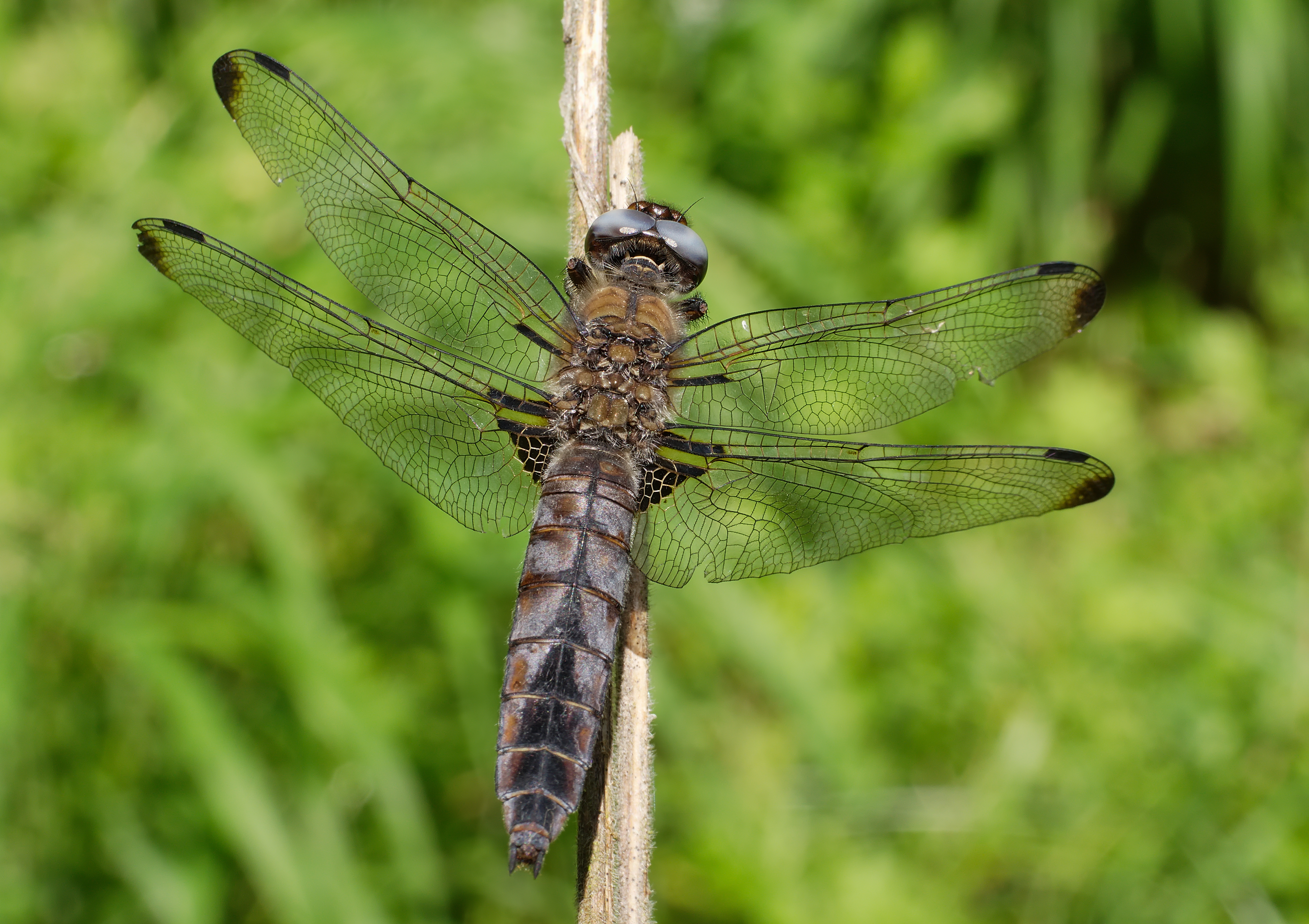
Libellula fulva
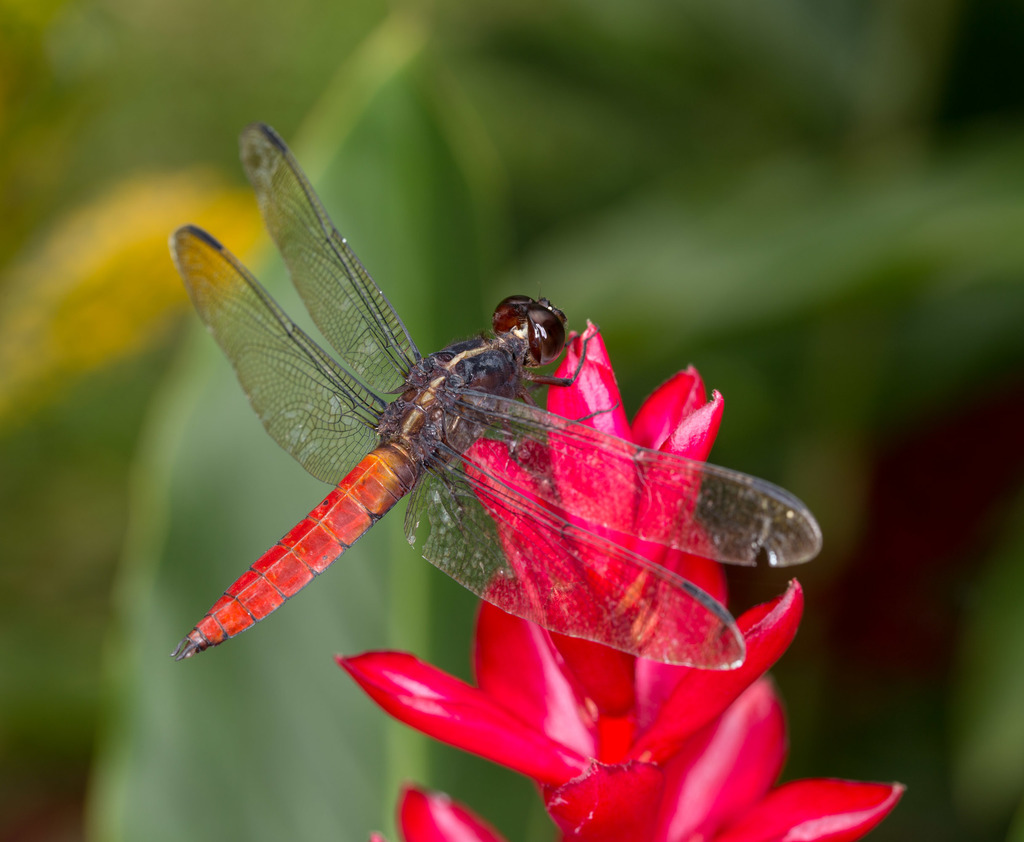
Libellula herculea
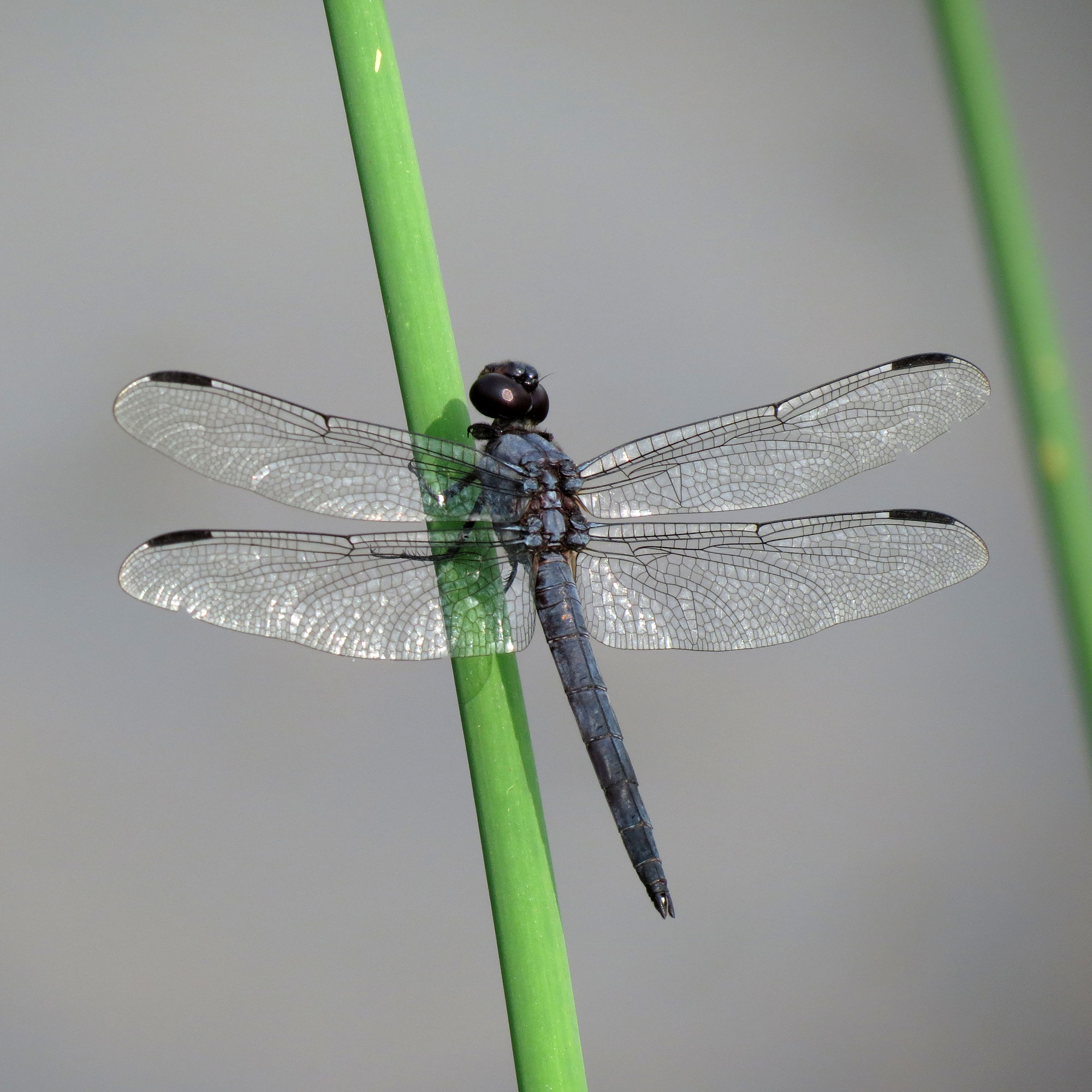
Libellula incesta
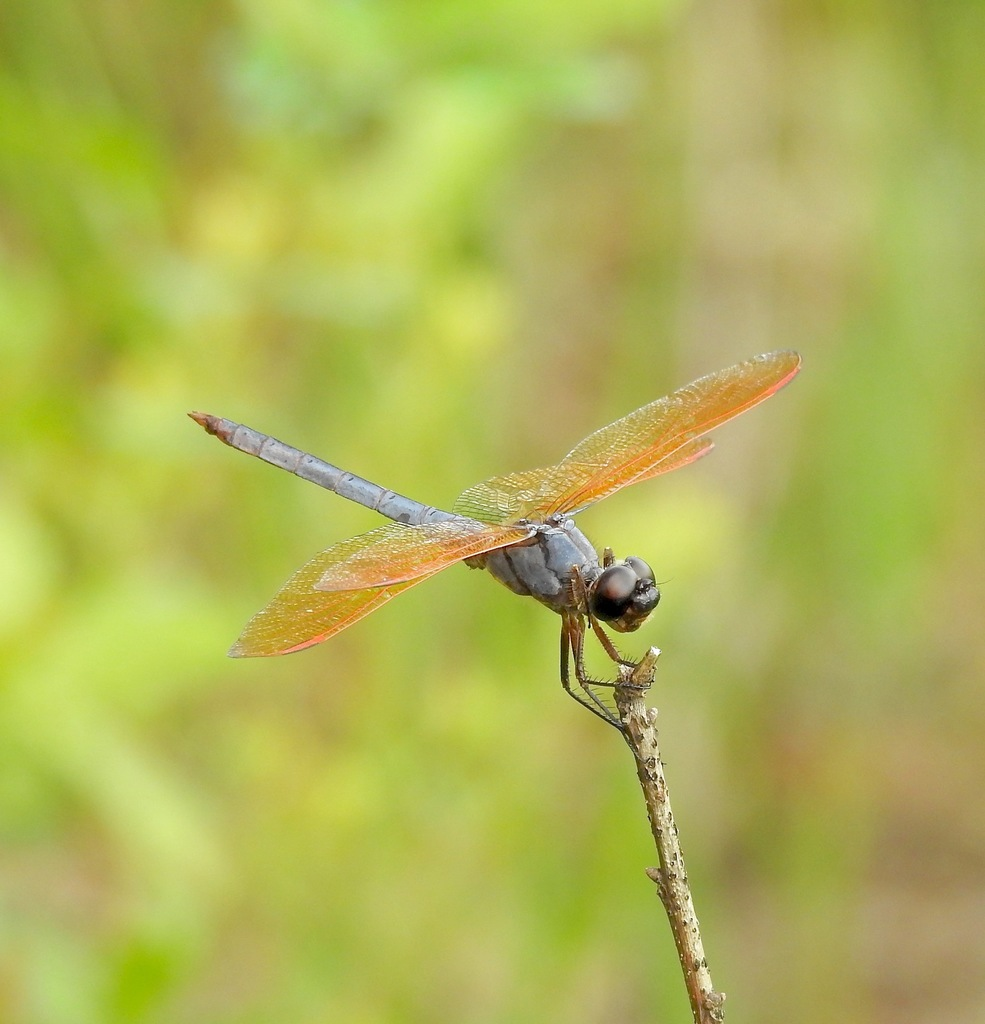
Libellula jesseana
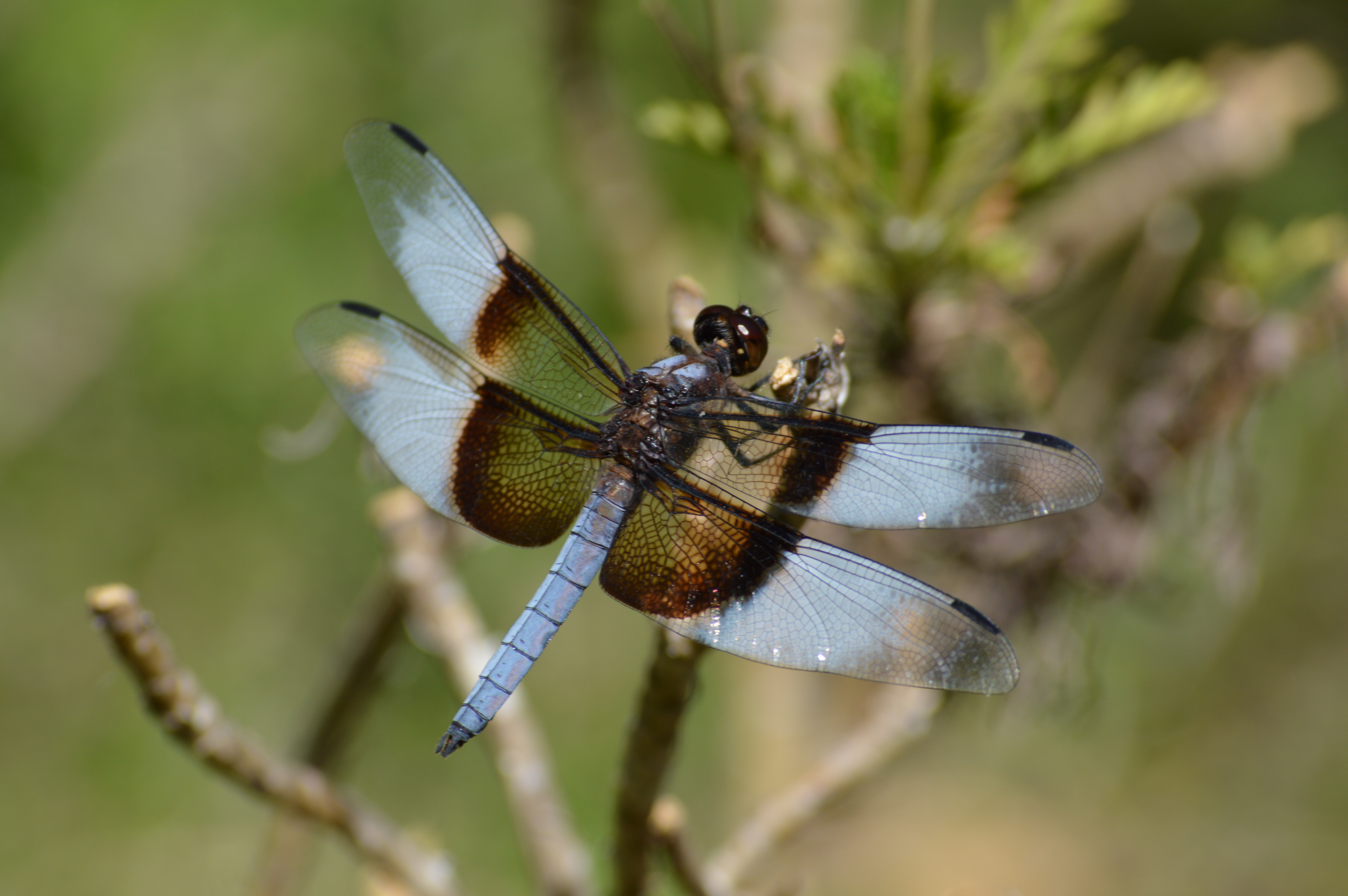
Libellula luctuosa
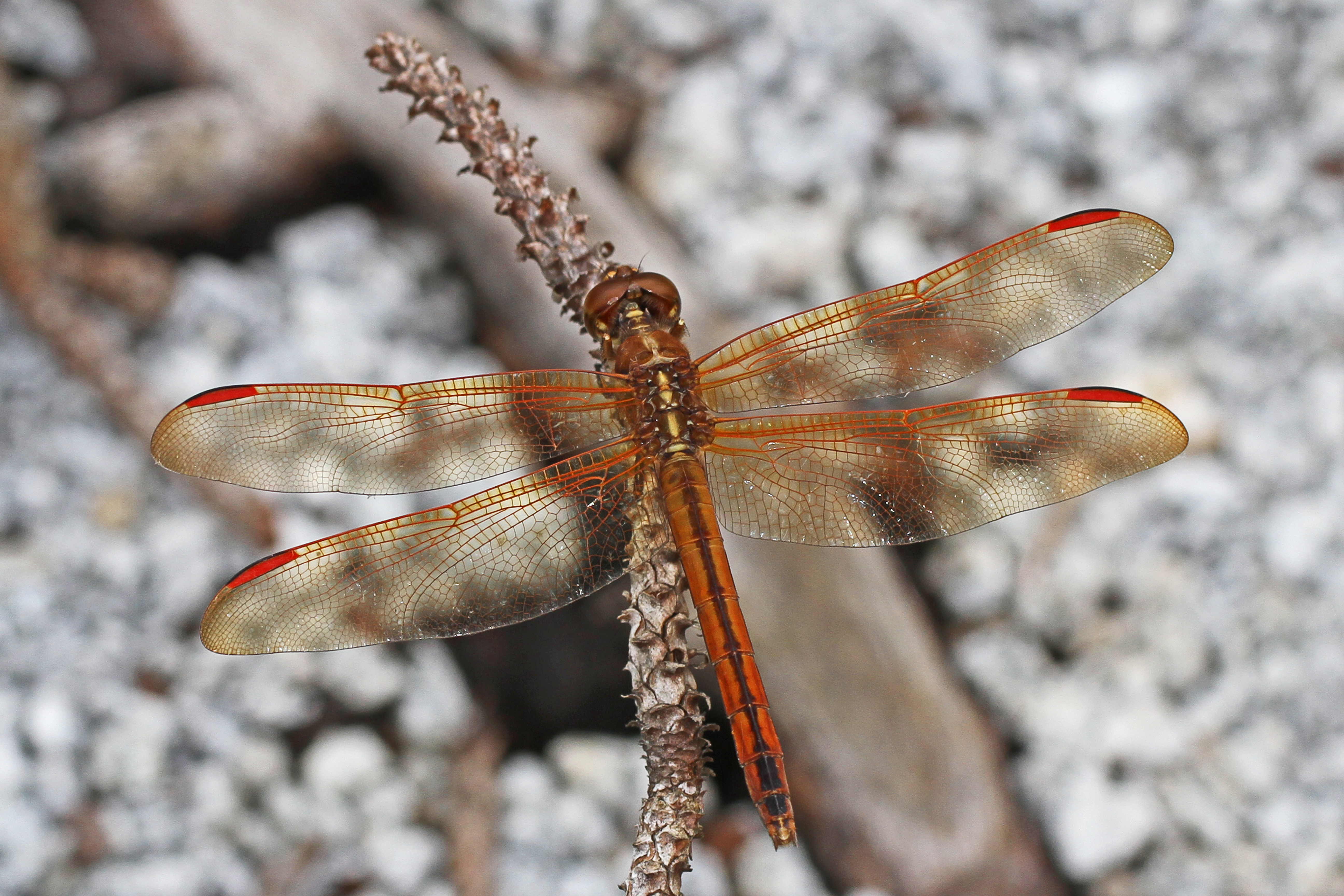
Libellula needhamii
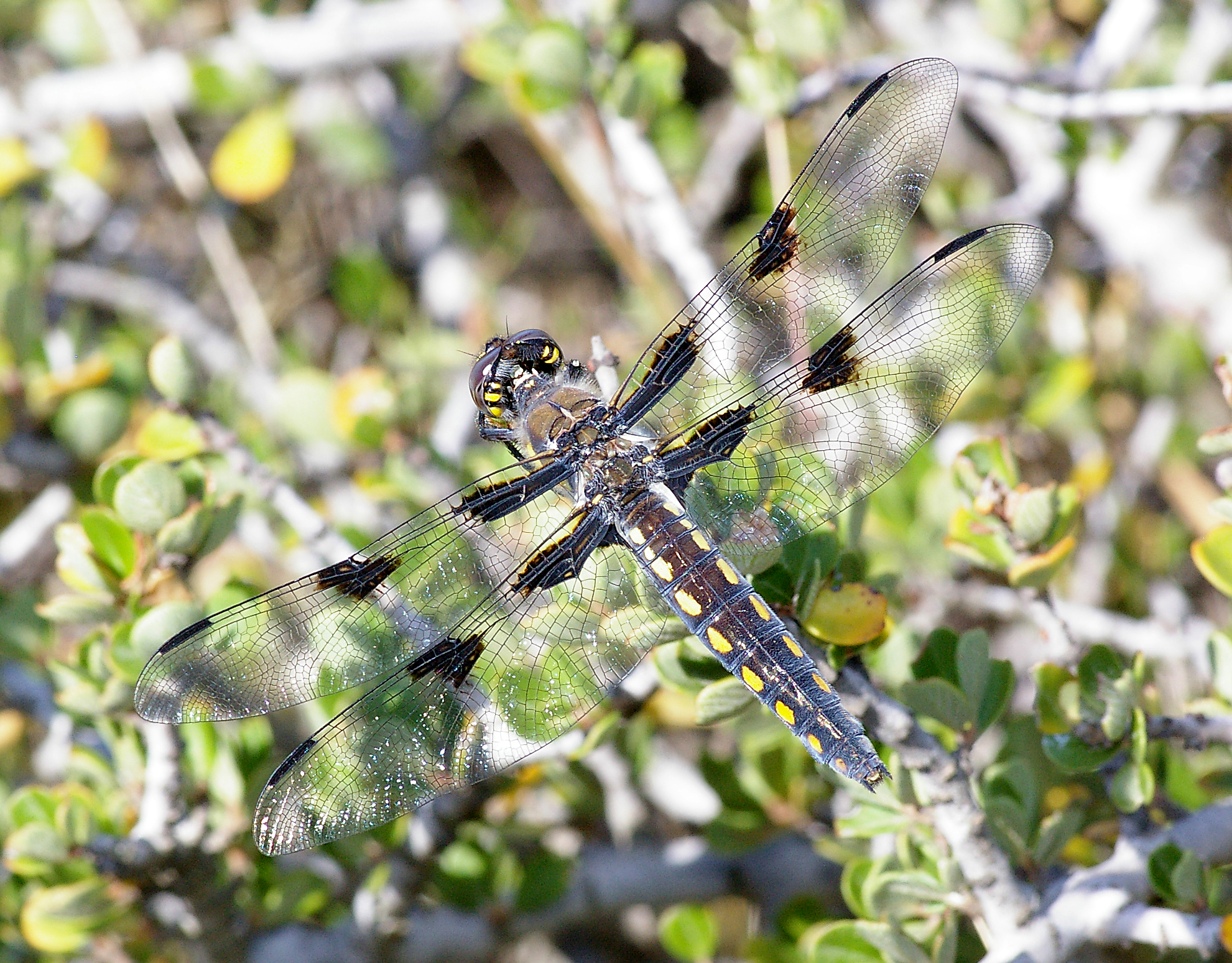
Libellula nodisticta
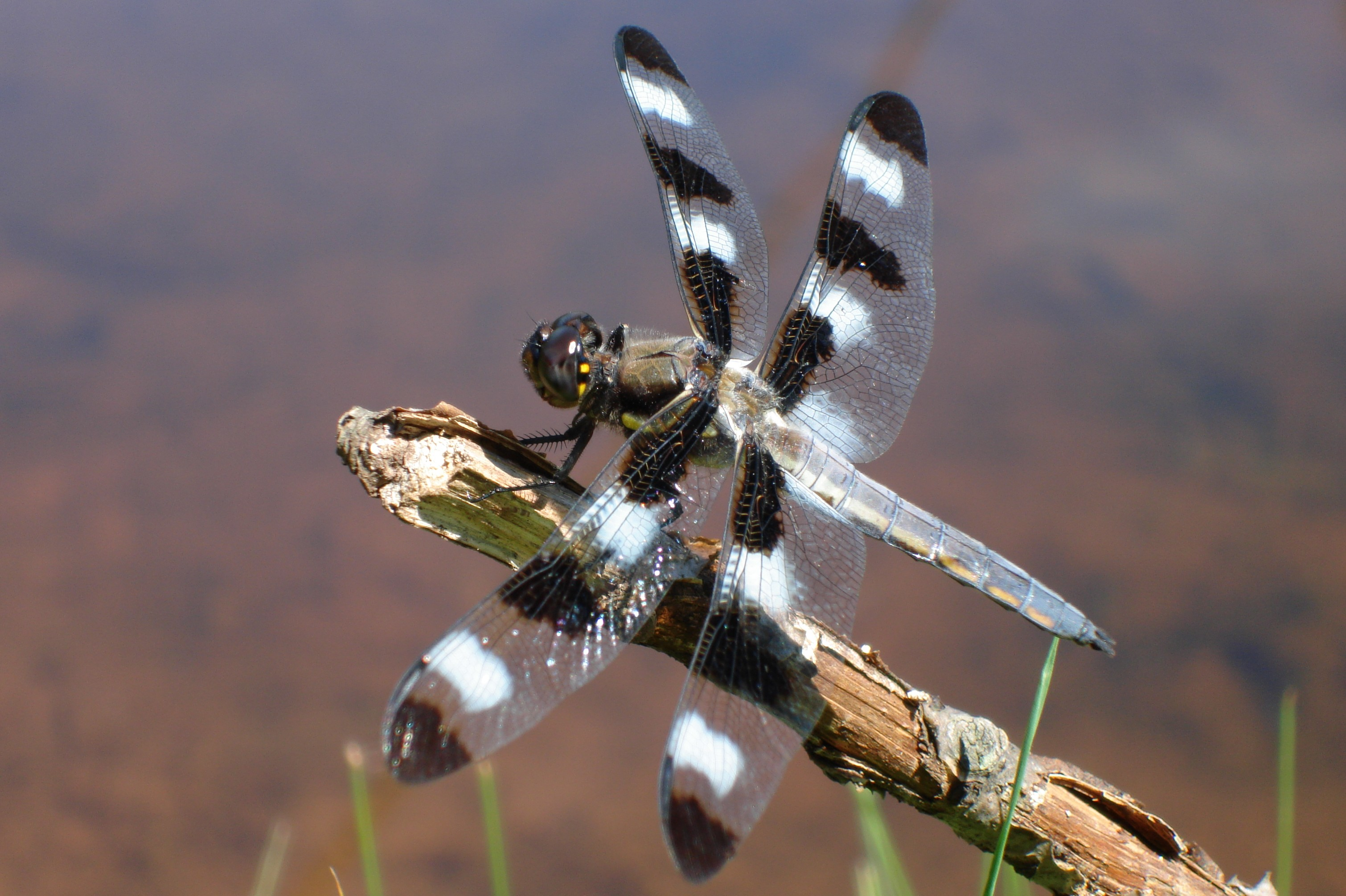
Libellula pulchella
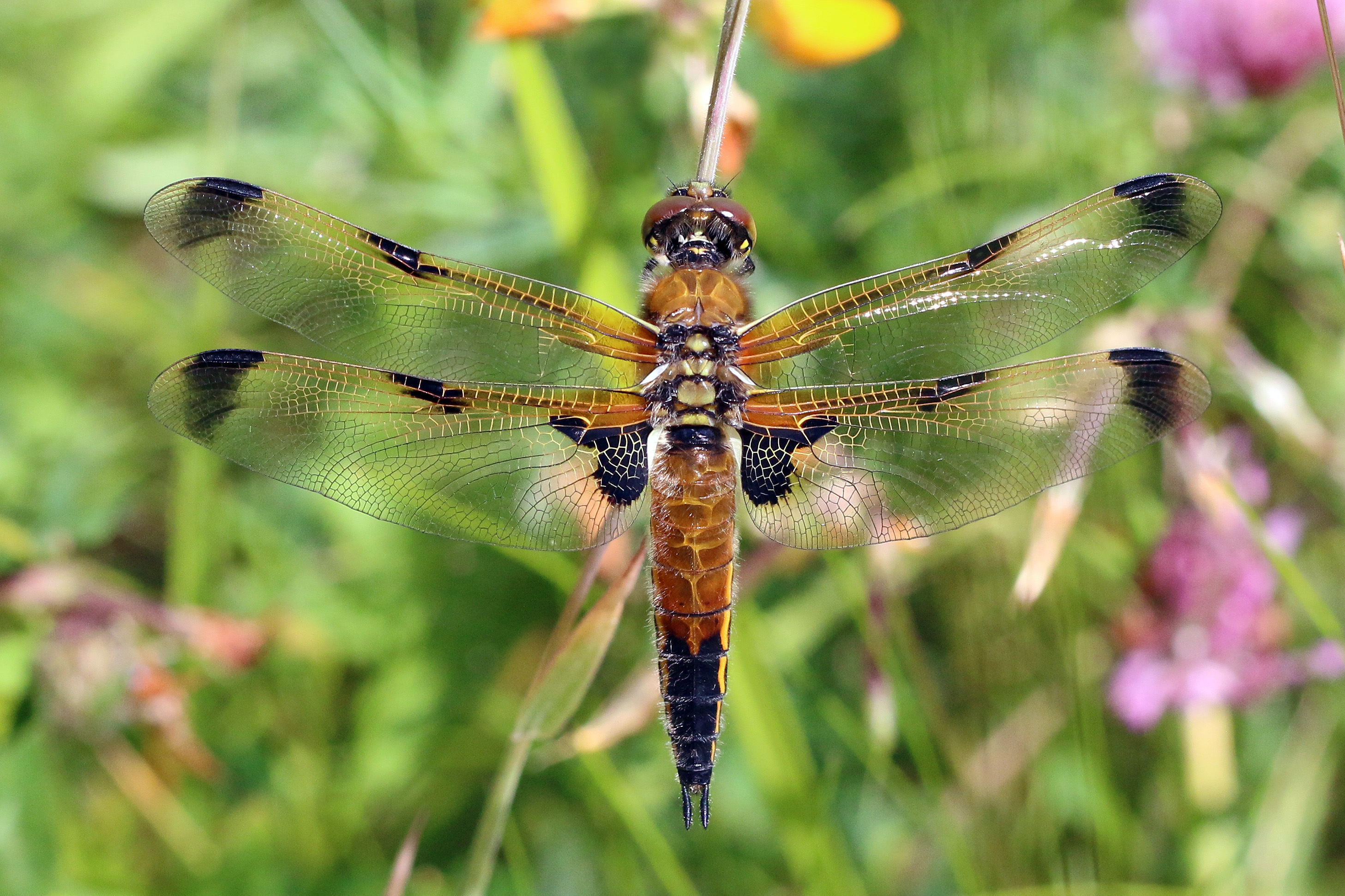
Libellula quadrimaculata
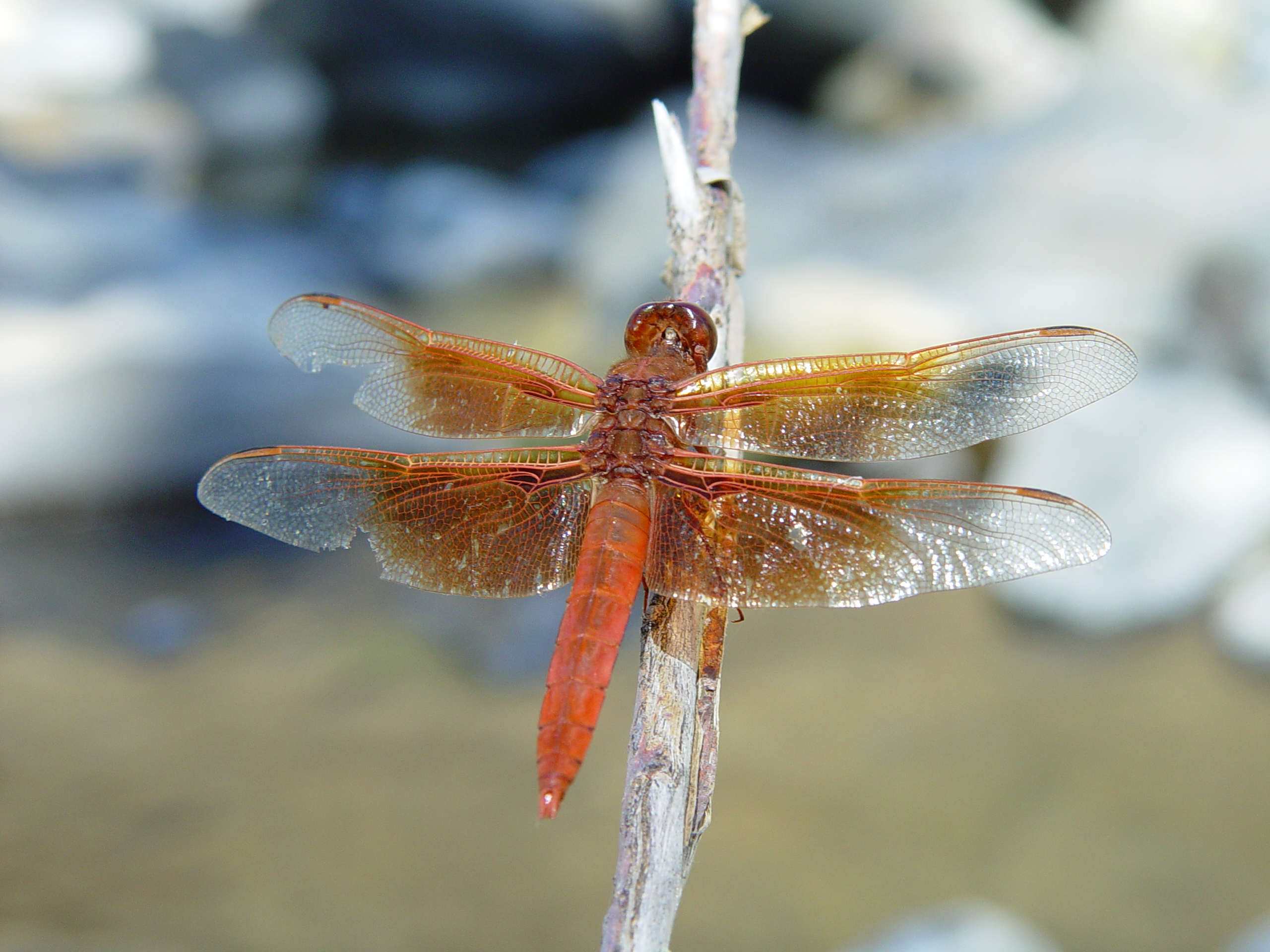
Libellula saturata
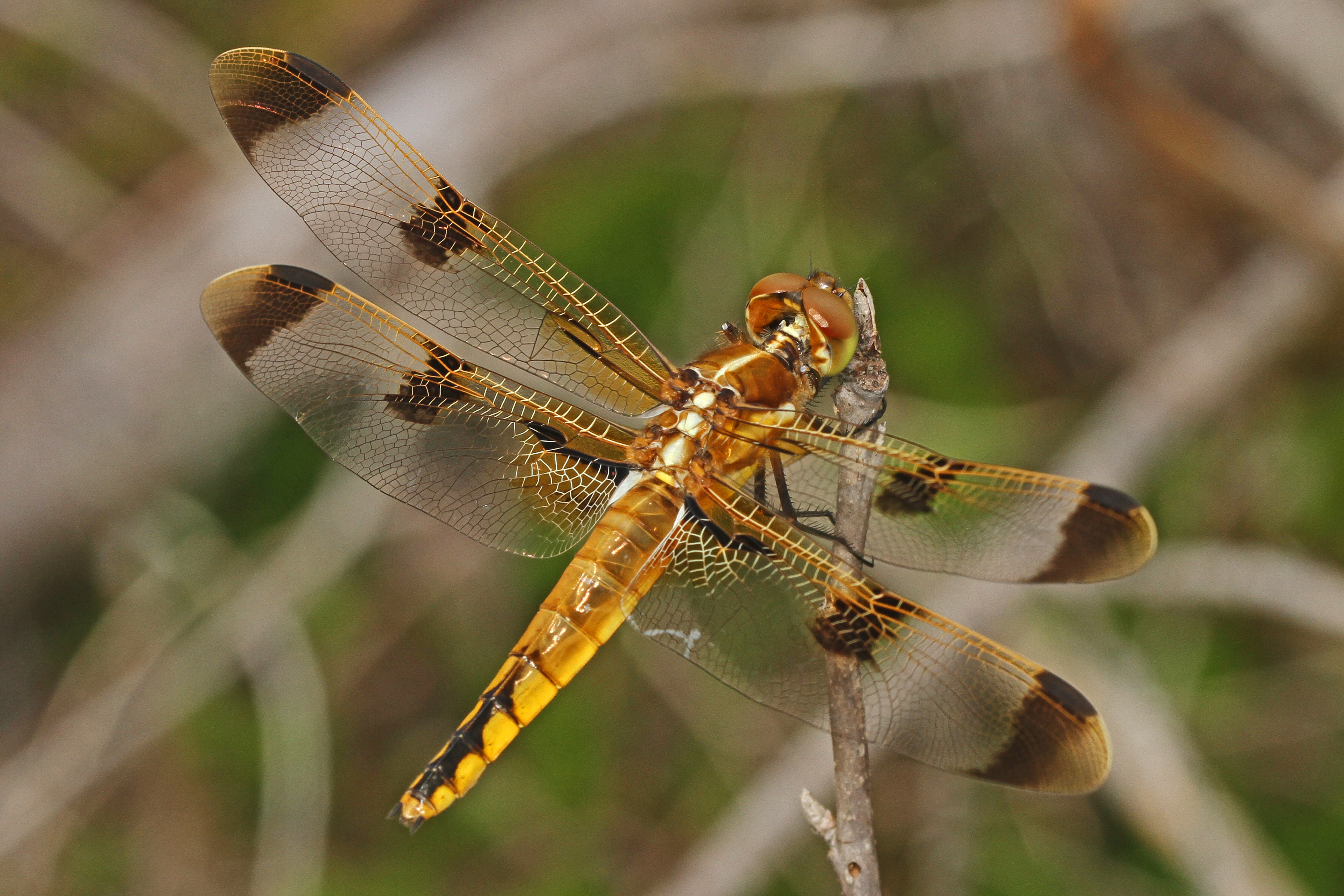
Libellula semifasciata
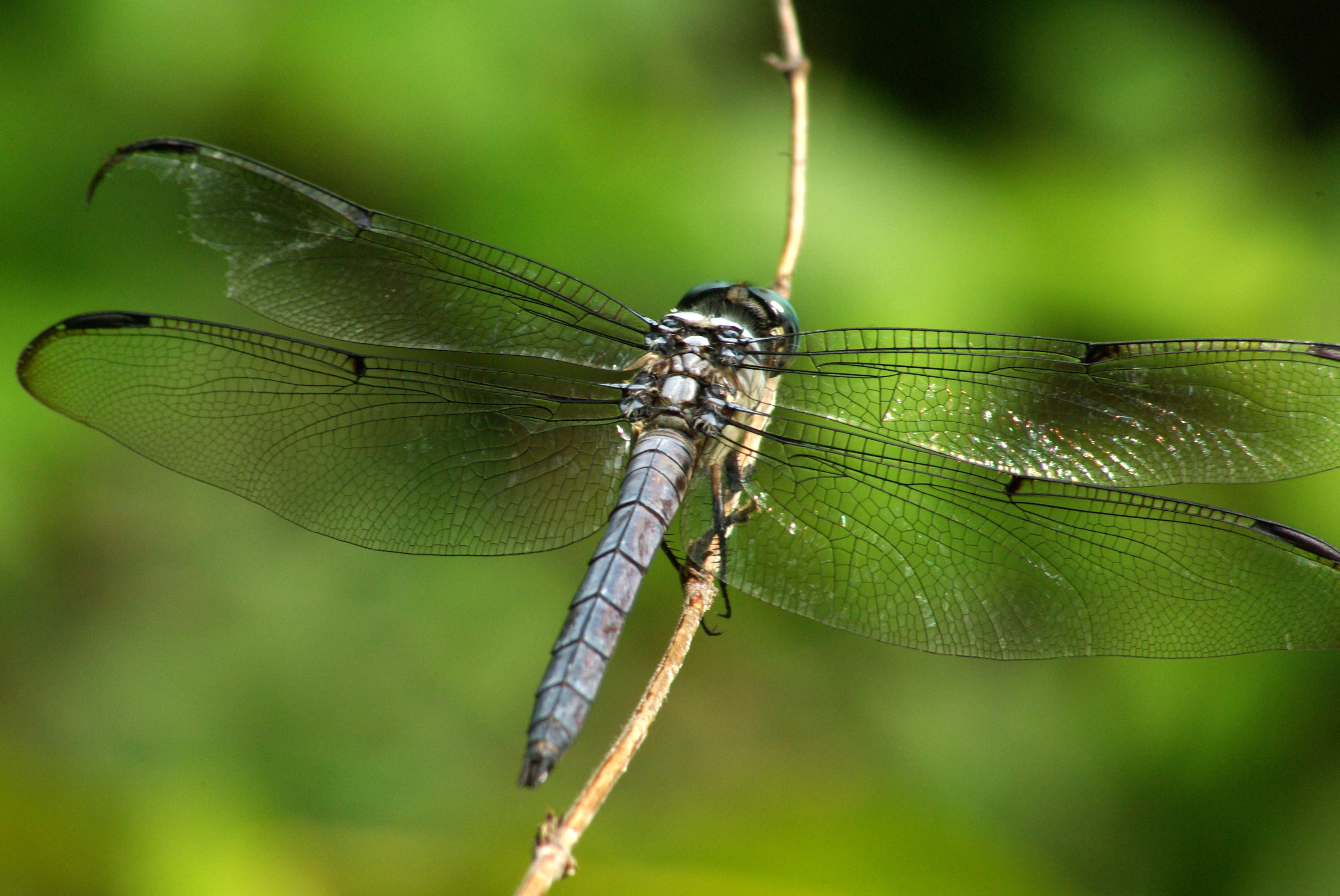
Libellula vibrans